# 조모 신문
조모 신문上毛新聞 じょうもうしんぶん[*]은 군마현에서 발행하는 지역 신문이다. 1887년부터 간행이 시작되어 1923년에는 도쿄, 사이타마, 도치기에 지국을 증설했으며 1932년에는 제1차 상해 사변 현장에 특파원을 보내기도 하였다.

## 개요
군마현의 현역 지역 신문 (현 지)에서 발행 부수 (일본 ABC 협회 조사)는 약 29 만부. 현 세대 보급률은 35 %에서 관동 지방의 지역 신문은 토치 기현의 하야 신문과 함께 전국 용지를 웃도는 점유율을 가진다.
정치 · 경제 · 사회 · 지역 뉴스 등을 게재하는 본지와 스포츠 · 연예 · 방송 편성표으로 구성된 '위 머리 스포츠」세트 (트윈 버전)에서 발행하고 있다.
신문 발행 이외에 인터넷, 라디오, 디지털 사이 니지 (전자 간판)에 대한 뉴스 전달, 도서 출판, 문화 · 스포츠 이벤트의 개최, 주택 전시장 운영 등을 담당하고 있다.
같은 현역 미디어 군마 TV · FM 군마와 연계하여 이벤트 등을 실시할 수 있다.